# Jacovce
Jacovce (deutsch Jatzowitz, ungarisch Jác) ist eine Gemeinde im Westen der Slowakei, mit 1770 Einwohnern (Stand 31. Dezember 2024) und gehört zum Okres Topoľčany, einem Kreis des Nitriansky kraj.

## Geographie
Die Gemeinde liegt im nördlichen Donauhügelland (Teil des slowakischen Donautieflands) am Bach Chotina, einem Zufluss von Nitra. Das Ortszentrum liegt auf einer Höhe von 193 m n.m. und ist sechs Kilometer nordwestlich von Topoľčany gelegen.

## Geschichte
Die heutige Gemeinde entstand 1903 durch Zusammenschluss der Orte Malé Jacovce (deutsch Kleinjatzowitz), Veľké Jacovce (deutsch Großjatzowitz) und Zemianske Jacovce (deutsch Nemeschjatzowitz). Die erste schriftliche Erwähnung stammt aus dem Jahr 1224.
1944–1949 war Jacovce Teil der Nachbargemeinde Tovarníky und 1976–1990 Teil der Stadt Topoľčany.

## Bevölkerung
| Jahr                | 1994 | 2004    | 2014    | 2024    |
| ------------------- | ---- | ------- | ------- | ------- |
| Anzahl der Personen | 1807 | 1795    | 1754    | 1770    |
| Unterschied         |      | −0,66 % | −2,28 % | +0,91 % |

| Jahr                | 2023 | 2024    |
| ------------------- | ---- | ------- |
| Anzahl der Personen | 1782 | 1770    |
| Unterschied         |      | −0,67 % |

Ergebnisse nach der Volkszählung 2001 (1787 Einwohner):
| Nach Ethnie: - 98,88 % Slowaken - 0,67 % Tschechen - 0,34 % Zigeuner | Nach Religion: - 94,29 % römisch-katholisch - 3,02 % konfessionslos - 0,84 % evangelisch |

## Bauwerke
- Kirche Mariä Heimsuchung aus dem 14. Jahrhundert
- moderne Kirche Gottes Gnade von 2003
- Glockenturm von 1994, anstelle eines älteren von 1850

## Persönlichkeiten
- Ján Sokol (* 1933), emeritierter Erzbischof von Trnava
- Ladislav Jurkemik (* 1953), slowakischer Fußballtrainer
- Miroslav Šatan (* 1974), slowakischer Eishockeyspieler